# Don Juan (película de 1926)
Don Juan es una película estadounidense del año 1926 dirigida por Alan Crosland y protagonizada por John Barrymore. Destaca por ser la primera película comercial de la historia con una banda sonora completa y efectos de sonido sincronizados, al ser el primer largometraje de la Warner Bros que utilizó el sistema de sonido Vitaphone. Sin embargo, en esencia, y al margen de estos detalles técnicos, se concibió y produjo como una película muda, sin ningún diálogo sonoro, siendo todos los diálogos a base de intertítulos al igual que en el cine mudo.

## Argumento
La acción se desarrolla en Roma, en la época de los Borgia, Lucrecia (Estelle Taylor), César (Warner Orland), y el Conde Donati (Montagu Love). Don Juan (John Barrymore), a quién su padre Don José (también John Barrymore) enseñó que las mujeres sólo traen tres cosas: vida, desilusión y muerte, tiene múltiples romances a sus espaldas, pero vive obsesionado con la única mujer que nunca pudo tener, Doña Isabel (Jane Winton). Ella y él sufrirán la ira de Lucrecia, despechada por ser ignorada por Don Juan, así como por matar este al conde Donati en un duelo...

## Pistoletazo de salida del cine sonoro
El estreno de la película Don Juan en el año 1926 se acompañó de un variado programa de cortometrajes sonoros en los que sí se utilizaron no sólo efectos de sonido sincronizados, sino también voces. Los cortos sonoros, todos ellos utilizando también el sistema de sonido Vitaphone, consistieron en diversas actuaciones filmadas por artistas de vodevil, así como fragmentos de operas, y una interpretación de una orquesta. El programa de cortos tuvo un gran éxito entre el público, prácticamente superior al de la propia película principal, y fue el pistoletazo de salida del sistema de sonido Vitaphone entre el público, aunque no sería hasta El cantor de jazz un año más tarde que comenzaría a aprovecharse el potencial técnico del sistema incluyendo diálogos sincronizados en la película principal.

## Reparto
- John Barrymore como Don Jose de Marana/Don Juan de Marana
- Jane Winton como Doña Isabel
- John Roche como Leandro
- Warner Oland como Cesare Borgia
- Estelle Taylor como Lucrezia Borgia
- Montagu Love como Count Giano Donati
- Josef Swickard como Duke Della Varnese
- Willard Louis como Pedrillo
- Nigel De Brulier como Marchese Rinaldo
- Hedda Hopper como Marchesia Rinaldo
- Myrna Loy como Mai, Dama de compañía
- Mary Astor como Adriana della Varnese
- Lionel Braham como Duke Margoni (Sin acreditar)
- Helene Costello como Rena, Sirvienta de Adriana (Sin acreditar)
- Helena D'Algy como Donna Elvira, Asesina (Sin acreditar)
- Yvonne Day como Don Juan a los 5 años (Sin acreditar)
- Philippe De Lacy como Don Juan a los 10 años (Sin acreditar)
- Emily Fitzroy como la viuda con título de nobleza (Sin acreditar)
- Johnny George - Jorobado/Guardián del castillo/Informador (Sin acreditar)
- Gibson Gowland como Caballero de Roma (Sin acreditar)
- Phyllis Haver como Imperia (Sin acreditar)
- Sheldon Lewis como Caballero de Roma (Sin acreditar)
- June Marlowe como Trusia (Sin acreditar)
- Dickie Moore como Juan de bebe (Sin acreditar)
- Dick Sutherland como Caballero de Roma (Sin acreditar)
- Gustav von Seyffertitz as Neri, el alquimista (Sin acreditar)
- Helen Lee Worthing como Eleanora (Sin acreditar)